# Elite Beat Agents
Elite Beat Agents ist ein Musikspiel für die tragbare Spielkonsole Nintendo DS, welches von iNiS entwickelt und von Nintendo vertrieben wird. Elite Beat Agents ist eine für den westlichen Markt angepasste Version von Osu! Tatakae! Ōendan (押忍！闘え！応援団, dt. „Hey! Kämpft! Cheerleader“). Statt japanischer Songs sind bekannte englische Lieder enthalten.

## Spielprinzip
Bei Elite Beat Agents besteht die Aufgabe des Spielers darin, einen Punkt in der Mitte eines sich schließenden Kreises in genau in dem Moment mit dem Stylus zu berühren, wenn der Kreis auf Größe des Punkts geschrumpft ist (Hit Markers). Im Hintergrund hört man dazu eines von 16 Liedern aus Rock und Pop, wobei der richtige Moment, um einen Punkt zu berühren, immer genau im Takt liegt.
Außerdem muss man teilweise auch, nachdem man den Punkt berührt hat, diesem noch eine Weile über den Bildschirm folgen (Phrase Markers) oder eine, auf dem Touchscreen angezeigte, runde Scheibe möglichst schnell drehen (Spin Markers).

### Handlung
Der Spieler verkörpert Agenten, die er durch gutes Abschneiden in den oben genannten Bereichen zum Tanzen antreibt. Auf einer Art Weltkarte muss man zunächst eine von 16 Missionen auswählen, anschließend wird auf dem oberen Bildschirm des Nintendo DS eine Handlung im Comic-Stil angezeigt, die je nach Level thematisch sehr unterschiedlich angelegt sein kann. Alle Storys drehen sich meist um eine spezielle Figur die ein Problem hat, zum Beispiel auf einer Insel gestrandet ist oder das gesamte Vermögen verloren hat und deshalb die Agenten um Hilfe ruft.
Der Erfolg hängt dabei vom Stand des "Elite-O-Meters" ab, einer horizontalen Anzeige, die in zwei Hälften aufgeteilt ist. Die Handlung läuft linear ab, lässt sich jedoch in den einzelnen Teilen des Levels, je nachdem, ob sich das "Elite-O-Mter" in der oberen oder unteren Hälfte befindet, geringfügig verändern.
Jeder Level besitzt dabei einen Ausgang zum guten und zum schlechten Ende, was nach dem Stand des "Elite-O-Meters" zum Ende des Levels bestimmt wird.
Fällt das "Elite-O-Meter" auf null, gilt die Mission als gescheitert.

## Songliste
| Nr.     | Titel                  | Originalinterpret 1  | Mission                                                |
| ------- | ---------------------- | -------------------- | ------------------------------------------------------ |
| 01      | Walkie Talkie Man      | Steriogram           | Chaos-Trio! Liebe und Jungs!                           |
| 02      | Makes No Difference    | Sum 41               | Der rote Teppich wartet! Superhit oder Megaflop!       |
| 03      | Sk8er Boi              | Avril Lavigne        | Hey, Taxi! Zum Krankenhaus, aber flott!                |
| 04      | I Was Born to Love You | Queen                | Kunst und Schönheit! Liebe und Glück?!?                |
| 05      | Rock This Town         | Stray Cats           | Magie trifft Wahnsinn! Die Show muss weitergehen!      |
| 06      | Highway Star           | Deep Purple          | Ein Hundeleben! 400 Meilen bis nach Hause!             |
| 07      | Y.M.C.A.               | Village People       | Ahoi, Matrosen! Versunkene Wonnen und Abenteuer!       |
| 08      | September              | Earth, Wind and Fire | Falscher Alarm! Meteorologie und Kindererziehung!      |
| 09      | Canned Heat            | Jamiroquai           | Familienehre! Auftritt der geheimen Ninja-Waffe!       |
| 10      | Material Girl          | Madonna              | Überleben! Kohle, Ruhm und ferne Inseln!               |
| 11      | La La                  | Ashlee Simpson       | SCHWESTER! Goldmedaille oder Blumentopf!               |
| 12      | You're the Inspiration | Chicago              | Ein Weihnachtsgeschenk                                 |
| 13      | Let's Dance            | David Bowie          | Träume von Millionen! Auf nach Osten, Ölsucher!        |
| 14      | The Anthem             | Good Charlotte       | Hoch den Schläger! Baseball-Held feiert sein Comeback! |
| 15      | Without a Fight        | Hoobastank           | Keine Musik mehr? Die letzte Hoffnung!                 |
| 16      | Jumpin' Jack Flash     | Rolling Stones       | Keine Musik mehr? Die letzte Hoffnung!                 |
| Bonus 1 | Believe                | Cher                 | 2                                                      |
| Bonus 2 | ABC                    | Jackson Five         | 2                                                      |
| Bonus 3 | Survivor               | Destiny’s Child      | 2                                                      |

## Osu! Tatakae! Ōendan
Osu! Tatakae! Ōendan ist die japanische Version und ist seit 2005 in Japan erhältlich. Mittlerweile ist auch dessen zweiter Teil Moero! Nekketsu Rhythm Damashii erschienen. Sie enthält in Japan populäre Songs wie Asian Kung-Fu Generation, Morning Musume, Ulfuls, 175R, The Blue Hearts, nobodyknows+, B’z, Tomoyasu Hotei, Road of Major, Linda Yamamoto, Kishidan, Hitomi Yaida, The Yellow Monkey, Orange Range und L’Arc-en-Ciel.

## Rezeption
Das Spielprinzip von Elite Beat Agents beziehungsweise Osu! Tatakae! Ōendan ist völlig neuartig und bislang sehr erfolgreich. Laut n-games.de war Elite Beat Agents das zweiterfolgreichste DS-Spiel nach Wertungen. Das Spiel sei wie für den Nintendo DS geschaffen. Elite Beat Agents mache Spaß und sei ansprechend präsentiert.